# Chambry (Sekwana i Marna)
Chambry – miejscowość i gmina we Francji, w regionie Île-de-France, w departamencie Sekwana i Marna.
Według danych na rok 1990 gminę zamieszkiwało 738 osób, a gęstość zaludnienia wynosiła 76 osób/km² (wśród 1287 gmin regionu Île-de-France Chambry plasuje się na 705. miejscu pod względem liczby ludności, natomiast pod względem powierzchni na miejscu 396.).